# Hanamichi Sakuragi
Hanamichi Sakuragi (桜木花道 Sakuragi Hanamichi?) es el protagonista principal del manga Slam Dunk, y jugador número 10 del equipo de Shōhoku.

## Historia
Hanamichi Sakuragi, un estudiante quinceañero problemático y agresivo que durante la secundaria baja impuso un triste récord de 50 rechazos amorosos. El último de ellos fue por una chica llamada Yoko, la cual estaba enamorada de Oda, quien era un miembro del equipo de baloncesto de la secundaria Wacon. Este hecho hizo que Sakuragi odiara a muerte todo lo que tenga que ver con el basketball. 
Una vez en la preparatoria Shōhoku Hanamichi Sakuragi conoce a Haruko Akagi (quien se convertiría en su gran amor no correspondido), la cual es una gran fanática del Basketball. Haruko resulta ser la hermana menor del capitán del equipo del  Basketball de Shōhoku Takenori Akagi, y le propone a Sakuragi ingresar al equipo, debido a sus condiciones físicas, ideales para el deporte. En un principio, Sakuragi ingresa al equipo solo para impresionar a Haruko y poder conquistarla. Pero con el tiempo se dará cuenta que el Basketball es un deporte que lo exigirá al máximo y lo hará dar lo mejor de sí. 
En sus primeros días como baloncestista, Sakuragi solo causa problemas y peleas con los miembros del equipo, sobre todo con Kaede Rukawa, un habilidoso y asocial jugador, que, además, es el gran amor de Haruko.  A lo largo de la serie Sakuragi va conociendo nuevos jugadores tanto aliados como rivales como Ryota Miyagi, Hisashi Mitsui, Akira Sendoh, Kenji Fujima, Shinichi Maki, etc. Con quienes se enfrenta, tanto en peleas como en la cancha, aprendiendo valiosas experiencias. Poco a poco, asistimos a la evolución de Hanamichi Sakuragi desde un simple pandillero problemático hasta convertirse en un auténtico pilar de Shōhoku, sobre todo a su personalidad confiada y arrogante. 
Al final del manga, se convierte en el revulsivo de Shōhoku en la dramática victoria contra Sannoh de Akita, el cual es el mejor equipo de Japón, y Tricampeón reinante del campeonato nacional de preparatorias. Con sus tiros con salto lejos de la canasta, el tiro sencillo, las slam dunk (mates) y  especialmente, los rebotes, Hanamichi Sakuragi, logra devolver la esperanza de victoria a sus compañeros, los cuales ya se habían rendido previamente.
Al final, Shohoku sería eliminado por la preparatoria Aiwa en la tercera ronda del torneo, partido que, probablemente, Hanamichi Sakuragi no jugó debido a la grave lesión en su espalda que sufrió durante el partido a muerte contra Sannoh.

## Carrera como jugador
Al inicio de la historia, Sakuragi odia por completo todo lo que tenga que ver con Basketball, debido principalmente al último rechazo que sufrió en la secundaria Wacon, por parte de Yok, la cual estaba enamorada de Oda del club de Basketball.
Ya en la preparatoria Shōhoku, el primer contacto que Sakuragi tiene con el Basketball de forma directa, es el desafío que sostiene con el capitán del equipo, Takenori Akagi, el cual se enfada con el rebelde por haber insultado al Basketball. En dicho desafío, observado por toda la escuela y el cual consistía en que Akagi debía anotar 10 canastas y si Sakuragi encestaba al menos una era el ganador, Sakuragi muestra sus capacidades físicas, robándole el balón a Akagi y encestando un slam dunk, lo cual le dio la victoria. Esto sería el inicio en la carrera como baloncestista del protagonista.
Los primeros días, Sakuragi tuvo que enfrentar la vida de un principiante, ya que fue forzado por el capitán akagi a realizar entrenamientos de un novato, cosa que el "Talentoso" Sakuragi no soportaba, lo cual lo hizo renunciar al equipo y al Basketball. No obstante, su amor por Haruko y sus deseos de verla sonreír lo hicieron volver al equipo. Uno de sus entrenamientos más importantes fue el del Rebote, el cual lo hizo con el capitán Akagi, quien le enseñó lo importante de esta jugada en un partido de Basketball, de ahí fue que Sakuragi aprende la frase: "el que domina el rebote, domina el juego". Con este improvisado entrenamiento, Sakuragi y Shōhoku pronto sostendrían su primer desafío contra Ryonan,  uno de los mejores cuatro equipos de la Prefectura de Kanagawa.

## Shōhoku VS Ryonan, Capítulo 1
El equipo de Shōhoku viaja hasta las instalaciones de la preparatoria Ryonan para sostener un encuentro amistoso, el cual les serviría a ambos equipos como preparación para las preliminares del campeonato de la prefectura. En este encuentro se presenta, por primera vez en la historia, la gran estrella juvenil de Kanagawa Akira Sendoh.
Previo al partido, Sakuragi se enfada con el director Anzai y con el Capitán Akagi por no ser un jugador titular, cosa que no es aceptada por él, ya que es un "talentoso". Pero después de una riña con Akagi y Rukawa, Sakuragi no logra ser un titutlar, ya que es "el arma secreta" de Shōhoku, pero se hace de la camiseta número 10 (la cual en un principio le pertenecía a Rukawa).
Ya en el partido, Shōhoku complicó más de lo previsto a Ryonan, y al final, Shōhoku pierde por un punto de diferencia. Sakuragi y Rukawa se despiden de Sendoh jurando vencerlo la próxima vez que se vean las caras.

## Ryota Miyagi
Luego del partido de entrenamiento, Sakuragi se ve las caras con otro chico problema, Ryouta Miyagi de segundo año, es un muchacho que fue parte del equipo de Basketball, y que estaba hospitalizado debido a un conflicto que tuvo con unos estudiantes de tercer año. Una vez recuperado vuelve a la escuela y al equipo. En un principio sostiene una gran disputa con Hanamichi Sakuragi, debido a un malentendido de Miyagi por causa de Ayako, la mánager del equipo y gran amor de Miyagi. Pero al final, se vuelven buenos amigos debido a que compartían una desgracia en común: ambos ostentaban un récord de rechazos, aunque el récord de Ryouta era mucho menor que el de Sakuragi.

## Hisashi Mitsui
Al enterarse de que _Miyagi había vuelto a la escuela, Hisashi Mitsui entra en acción. Este rebelde guardaba un trágico pasado ligado al Basketball. Mitsui guardaba cierto rencor contra Miyagi debido a que este, durante la pelea que tuvieron y que envió a Miyagi al hospital, le sacó dos dientes frontales. Mitsui, decidido a vengarse, va al gimnasio del equipo con la intención de golpear a Miyagi y al equipo de Basketball.
Dicha pelea se libró en el gimnasio del equipo, donde todos fueron golpeados, pero Sakuragi salvó la situación, recordando su pasado problemático. al final, Mitsui termina uniéndose al equipo de Shōhoku, cosa que siempre había anhelado, y de esta forma completan el equipo que competiría en el campeonato de la prefectura.

### Shōhoku VS Miuradai
Es el primer partido de Shōhoku en las preliminares donde Sakuragi hace su debut oficial en un partido de Basketball, pero no logra hacer mayor cosa y es expulsado por cometer cinco faltas. Al final Shōhoku ganaría el encuentro por un amplio marcador, y nacería un nuevo apodo para Sakuragi: "El rey de las expulsiones" debido a que a partir de ese partido, siempre sería expulsado por cometer tantas faltas.

### Shōhoku VS Shoyo
Shōhoku avanzaría sin mayor problema en el campeonato hasta ser uno de los mejores ocho equipos del torneo, en donde se vería las caras contra el segundo mejor equipo de la prefectura, la preparatoria Shoyo, quien era dirigido tanto desde la banca como dentro de la cancha por el gran jugador Kenji Fujima. Después de un partido muy reñido, Shōhoku ganaría por un margen mínimo y entraría a las finales como uno de los mejores cuatro. Sakuragi fue expulsado casi al final del partido, después de una falta cuando hizo una clavada contra Hanagata.

### Shōhoku VS Kainan
El primer encuentro de Shōhoku en las finales fue contra el mejor equipo de la prefectura por 17 años consecutivos, el instituto Kainan, el cual era dirigido por el mejor jugador de Kanagawa, Shinichi Maki. En este encuentro, Sakuragi mostró sus habilidades como rebotista cuando Akagi Salió lesionado mitad del encuentro. Al final, Shōhoku perdería por un punto de diferencia, siendo la jugada más recordada el mal pase de Sakuragi en la última jugada de la contienda. Por este hecho, Sakuragi se culparía de la derrota y se raparía la cabeza como penitencia.

### Shōhoku VS Takezato
En el segundo encuentro de las finales, Shōhoku se enfrenta a Takezato, al cual vencen por un marcador abultado. Sakuragi no jugó este partido debido a que llegó tarde luego de que se quedara dormido después de una entrenamiento de encestar 200 canasta que había hecho previamente.

## Shōhoku VS Ryonan, Capítulo 2
Con una victoria y una derrota, Shōhoku y Ryonan llegan al último y decisivo encuentro de las finales para definir el segundo lugar del torneo y representante para el campeonato nacional. Kainan había asegurado el primer lugar al ganar los tres partidos y consagrarse un año más como el mejor de Kanagawa. en este partido, Sakuragi se ve las caras con un nuevo y duro rival, Fukuda el cual es un delantero de Ryonan y marca de Sakuragi.
Luego de un reñido encuentro Sakuragi se convierte en la pieza clave de la victoria de Shōhoku, ya que detuvo jugadas decisivas de Uozumi, Fukuda y Sendoh, lo que permitió a Shōhoku mantener una ventaja sobre su rival hasta el final del encuentro. Al final, sakuragi anotaría la última canasta del partido con una slam dunk, dándole la victoria a Shōhoku quien se convertiría en el segundo representante de Kanagawa para el campeonato nacional.

## Las 20.000 Canastas
Después de haber calificado a las nacionales, Shōhoku se somete a un riguroso entrenamiento de cara al gran desafío nacional. Por ello, el equipo asiste a un campamento en Shizuoka contra el representante de dicha prefectura, no obstante Sakuragi no asiste por petición del profesor Anzai, ya que él se sometería a un entrenamiento especial para mejorar sus anotaciones. Dicho entrenamiento consistía en encestar 20.000 canastas en una semana. Este entrenamiento lo haría junto a Haruko y sus amigos y lo cumpliría después de un gran esfuerzo. De esta forma Shōhoku parte a Hiroshima, lugar donde se realizaría el campeonato nacional.

### El Campeonato Nacional
Durante su viaje a Hiroshima, el equipo de Shōhoku se entera de la difícil llave que les había arrojado el sorteo, sus rivales más pesados serían, en caso se superar la primera fase, Sannoh y Aiwa, el campeón y subcampeón del torneo pasado. Sannoh era el tricampeón y mejor equipo del país. Pero los enfrentarían en caso de superar a toyotama, su rival en la primera fase. Además Shōhoku tendría una disputa con este equipo de Osaka en el tren.

### Shōhoku VS Toyotama
El primer partido del campeonato para Shōhoku sería contra toyotama de Osaka, el cual era un equipo de clasificación A. Toyotama contaba con jugadores de gran nivel como Kishimoto y Minami, apodado "el asesino de estrellas", sin embargo Shōhoku mostraría sus capacidades como equipo y Sakuragi el resultado de entrenamiento. al final Shōhoku ganaría por 4 puntos de diferencia, pasando a la segunda ronda donde sostendrían el reto más difícil de su vidas, enfrentar al mejor equipo del país: la preparatoria Sannoh.

### Shōhoku VS Sannoh
En la segunda ronda del torneo nacional, Shōhoku enfrentaría a Sannoh de Akita, quien era el mejor equipo del país y tricampeón actual. El año pasado, Sannoh había vencido en las semifinales del torneo a Kainan por un margen de 30 puntos de diferencia. De ese poderoso equipo, aún quedaban tres jugadores importantes: Fukatsu, el capitán del equipo, Masashi el mejor centro de Japón y la estrella de las preparatorias del país: Eiji Sawakita, además de contar con jugadores de gran nivel. La batalla fue dura y en un momento del encuentro estaba prácticamente sentenciada, cuando sannoh tomó la ventaja por 24 puntos, no obstante fue sakuragi quien cambió el ambiente a favor de Shōhoku con el rebote, bajando la ventaja de sannoh a tan solo 8 puntos. Pero la estrella Sawakita se encargó de poner las cosas en orden con sus jugadas espectaculares, sin embargo Sakuragi junto a Rukawa lograron controlarlo y darle vuelta a la situación. 
Cerca del final de encuentro, Sakuragi se lesiona la espalda luego de una arriesgada jugada que fue determinante en el marcador. Sin embargo esto no fue impedimento para que muestre sus habilidades deportivas. En este proceso, todos sus compañeros se dieron cuenta de lo determinante y fundamental que se había vuelto ese problemático chico llegó como principiante.
al final y en el último segundo del encuentro, Sakuragi le da la victoria a Shōhoku con un tiro con salto después de un pase de Rukawa producto de una espectacular jugada previa. El tricampeón e invencible Sannoh había sido derrotado por el equipo de tercera categoría Shōhoku y su novato Hanamichi Sakuragi.
Eso fue lo más lejos que llegó Shōhoku en las nacionales, ya que fueron aplastados por Aiwa Gakuen en la tercera ronda. Se presume que Sakuragi no jugó ese encuentro producto de su lesión de espalda.

### Ficha
Hanamichi Sakuragi (桜木花道 Sakuragi Hanamichi?)
- Año: 1.er año de preparatoria
- Edad: 15 años
- Estatura: 188 cm > 189.2 cm
- Peso: 83 kg > 83 kg
- Camiseta número: #10
- Posición: Ala-Pívot
- Cumpleaños: 31 de mayo
- Marca de zapatillas: 1.er Nike air Jordan VI Olimpic - 2.º Nike air Jordan I
- Actor de voz: Takeshi Kusao (Japón) , René García (América Latina), Robert Tinkler (Estados Unidos), Diego Sabre (Italia), Neil Yu (Filipinas), Marc Zanni (Cataluña)

- Datos: Q1075517